# Oligoneura takasagoensis
Oligoneura takasagoensis är en tvåvingeart som först beskrevs av Ouchi 1942.  Oligoneura takasagoensis ingår i släktet Oligoneura och familjen kulflugor.
Artens utbredningsområde är Taiwan. Inga underarter finns listade i Catalogue of Life.